# Сурунда
Сурунда (на шведски: Sorunda) е малък град в лен Стокхолм, източната част на централна Швеция, община Нюнесхамн. Намира се на около 45 km на югоизток от централната част на столицата Стокхолм и на 18 km на северозапад от общинския център Нюнесхамн. Населението на града е 1292 жители, по приблизителна оценка от декември 2017 г.